# Randolph (Vermont)
Pour les articles homonymes, voir Randolph.
Randolph est une ville du comté d'Orange dans le Vermont, aux États-Unis. La population était de 4 853 habitants au recensement de 2000, faisant de Randolph la ville plus grande du comté d'Orange. La ville est le centre du commerce pour un grand nombre des petites communautés rurale et agricoles qui l'entourent.   
Lorsque la région a pris forme, il y avait trois villages - Randolph Centre, Randolph Est et Randolph Ouest. Ce qui est maintenant le village central de la ville actuelle était auparavant le village de West Randolph.   

## Géographie
| Granville (Vermont) |                  |                    |
|                     | Randolph         | Chelsea (Vermont)  |
|                     | Bethel (Vermont) | Royalton (Vermont) |

## Histoire
Le lieu s'est peuplé vers 1778, alors que le Vermont était un état non reconnu par le gouvernement de New York, qui le revendiquait comme une partie de New York. La ville a été fondée le 29 juin 1781 par Aaron Storrs et 70 autres personnes, et s'appelait à l'origine "Middlesex" ; pour favoriser la reconnaissance de l'État par les États-Unis, la ville a été rebaptisée en l'honneur d'Edmund Randolph.   
Avec un sol fertile à cultiver, l'agriculture est devenue une industrie à forte intensité. En 1830, lorsque la population atteignait 2 743 personnes, entre douze et treize mille brebis broutaient ses pâturages. Randolph est devenu célèbre pour son bon beurre, son fromage et son mouton.   
Deux ramifications de la Rivière Blanche ont fourni l'énergie en eau pour les moulins à eau. En 1859, la ville avait trois moulins à blé, un moulin à huile et un moulin à carder. En 1848, le chemin de fer du Central Vermont, créé en 1843, dessert la ville. La prospérité de Randolph à l'époque victorienne a doté celle-ci d'une certaine architecture fine, comprenant l'entrepôt Second Empire Randolph Railroad Depot et la bibliothèque néo-Renaissance Kimball Public Library.

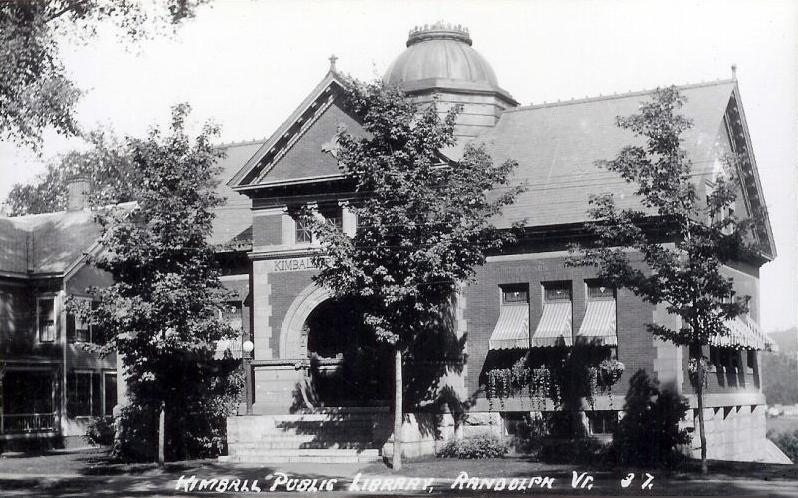
Kimball Public Library vers 1915.

En 1921, Randolph a été le lieu de tournage et a fourni une partie de la distribution du film muet The Offenders (en) de Fenwicke L. Holmes.   
Aujourd'hui, Randolph est un lieu de rencontre et une zone de commerces et d'activités pour la région environnante. La ville abrite des attractions telles que le Porter Music Box Museum et Chandler Music Hall. Également situé dans Randolph sont le Centre médical Gifford, un hôpital ; le bureau principal de la Banque nationale régionale Randolph ; Dubois & King, une firme d'ingénierie civile et structurelle ; la Randolph Union High School sert également aux étudiants des villes voisines de Braintree et Brookfield. Le centre ville de Randolph accueille la gare Amtrak, des magasins, des restaurants, une salle de cinéma et plusieurs stations d'essence.  